# Античный космос и современная наука
«Античный космос и современная наука» — произведение русского философа А. Ф. Лосева, посвященное античному мировоззрению и античной науке.

## Содержание
Автор указывает, что это произведение не носит целостного характера, являет собой соединение ряда отрывков из исследовательских материалов автора по истории античной и средневековой философии и науки. Публикация связывается автором с невозможностью подготовить к печати полный вариант исследования.
Объектом исследования является античное и средневековое мировоззрение, рассматриваемое с позиций своей внутренней логики. Предметом исследование является представление античной науки о космосе и пространстве. Исследуется связь математики, геометрии, механики, астрономии с одной стороны и метафизики и религии в учениях некоторых представителей объективного идеализма Древней Греции и Средневековья. Методом исследования является диалектика, понимаемая А. Ф. Лосевым как исследование абстрактной логической конструкции понятия о каждой вещи. Методология А. Ф. Лосева во многом опирается на феноменологию Э. Гуссерля, считавшему, что всякое мировоззрение надлежит рассматривать как способ логического описания непосредственного опыта.
Опираясь на Э. Гуссерля, А. Ф. Лосев делает попытку рассмотреть жизненный мир античного философа и учёного. А. Ф. Лосев утверждает, что историко-философская наука Нового времени во многом искажает представление о сущностном характере античного и средневекового идеалистического мировоззрения. Вслед за многими историками философии начала XX века, А. Ф. Лосев обращает особое внимание на математику и естествознание античного мира как главное выражение мировоззрения этой эпохи.
Главные понятия, лежащие в основе всего исследования А. Ф. Лосева — это имя, число и вещь. Имя в античной идеалистической традиции, согласно А. Ф. Лосеву, это «лик», выразительная форма самой вещи. Число — это конструктивная основа всякой вещи. Сама вещь есть самостоятельно существующая сущность, являющаяся предметом человеческого познания благодаря числу и имени, которые представляют собой объективные способы последовательного процесса осмысления самой сущности предметов.

## История публикации
Работа была издана за счёт автора в 1927 году под маркой «Издание автора». Переиздана в 1993 году под общей редакцией А. А. Тахо-Годи и И. И. Маханькова. 